# Втрачені ілюзії
«Втрачені ілюзії» — один з найдовших романів «Людської комедії» французького письменника Оноре де Бальзака. Опублікований в трьох частинах між 1836 і 1843 роками.
На написання роману Бальзака надихнув власний письменницький досвід. Головний герой — Люсьєн Шардон де Рюбампре, молодий і марнославний провінціал. Люсьєн проходить через нещастя і позбавлення, що відбуваються внаслідок непробачних помилок, перетворюючись то в героя, то в анти-героя, стикається з літературним світом і журналістикою і з усіма підводними каменями і течіями цих світів, і грає фатальну роль не тільки в своїй власній долі, а й у долі своєї родини і близьких людей.

## Сюжет
Два поети
Це найкоротша частина, що описує життя в Ангулемі. Давид Сешар, син типографа, відданий дружбі з дев'ятнадцятирічним Люсєном Шардоне де Рюбампре, молодим гарним поетом. Батько Давида (типовий скнара, чинячи перешкоди для сина) продає йому свою друкарню на дуже невигідних для того умовах. Не маючи схильності до комерції, Давид абияк зводить кінці з кінцями, продовжуючи справу батька. Через деякий час після покупки друкарні він одружується на сестрі Люсьєна, Єві Шардон, красивій і розумній дівчині. Люсьєн знайомиться з немолодою дворянкою, Луїзою де Баржетон, пише для неї кілька сонетів, вона ж бачить у ньому талановитого поета, уявляючи себе Лаурою, а його Петраркою. Луїза представляє поета дворянству Ангулема і закохується в нього. Ця любов між талановитим і недосвідченим молодим чоловіком і одруженою жінкою, старшою за нього, постає в зовсім середньовічному дусі лицарського роману, де герой повіривши в ілюзії, більш-менш свідомо, поступово їх втрачає. Тому роман і має назву «Втрачені ілюзії». Зрештою, Люсьєн тікає зі своєю покровителькою в Париж, щоб продовжити кар'єру.
Провінційна знаменитість в Парижі
Це найдовша з трьох частин роману. Люсьєн, який прибув до Парижа, постає досить убогим в порівнянні з елегантністю парижан. Бідний і не знайомий зі звичаями столиці, він покриває себе глузуванням в опері, вбравшись дуже химерно і без смаку, а мадам де Баржетон тут же відмовляється від нього, не бажаючи псувати свою репутацію. Його спроби опублікувати свої книги закінчилися невдачею. Він знайомиться з Даніелем Д'Артеза, ліберальним філософом, що зібрав навколо себе суспільство молодих людей, різних за політичним поглядам і професіями, які поділяють дружбу і абсолютно аскетичне життя на службі мистецтва чи науки. Люсьєн бере участь в Спілці деякий час. Але, занадто нетерплячий для довгої праці над одним літературним твором, він поступається спокусі журналістики і миттєвого успіху. Люсьєн підписує свої статті як Рюбампре (дошлюбне прізвище його матері, останньої представниці давнього дворянського роду). Він закохується в молоду актрису Коралі і веде життя в розкоші. Його амбіції привели його до захоплення політикою, він переходить на бік роялістів, покидаючи ліберальну газету і сподіваючись на королівський указ про наділення його дворянським титулом. Це вельми неправильний вчинок у світі журналістики: старі друзі люто критикують його, а нові колеги його не підтримують. Він стає причиною смерті Коралі, яка через нестатки змушена звернутися за допомогою до свого старого покровителя Камюзо. Люсьєн, не маючи засобів до існування, гнаний кредиторами, ворогами і колишніми друзями, пішки повертається в Ангулем просити допомоги у Давида.
Страждання винахідника
Давид, не зацікавлений в бізнесі, близький до розорення. Тим не менше, йому вдається вижити завдяки відданості та любові до дружини, Єви, красуні сестри Люсьєна. Він шукає секретний спосіб виробництва паперу, нижчої ціни, але кращої якості. Після багатьох експериментів Давиду вдалося знайти спосіб, який він давно шукав, але братам Куенте, власникам іншої друкарні, конкуруючим з Давидом, тим часом вдалося розорити його за допомогою свого шпигуна Серизе, який працював складачем в друкарні Давида, і стряпчого Пті-Кло. Давида заарештовують і саджають у в'язницю. Люсьєн, відчуваючи відповідальність за біди зятя, вирішує покінчити життя самогубством. Але, перед тим як кинутися в річку, він зустрічає таємничого іспанського абата, Карлоса Еррера, який помічає його і перешкоджає втопитися. Він пропонує поетові гроші, успіх і помсту за умови, що той буде сліпо підкорятися. Люсьєн приймає угоду і тут же відправляє необхідну суму Давиду, щоб він міг вийти з в'язниці, а сам їде в Париж з дивним священиком. Давид укладає невигідну угоду з братами Куенте на використання свого винаходу, який так і не приніс йому бажаного багатства. Єва і Давид купують маєток в сільській місцевості, в селі Марсак, і живуть просто, але щасливо, виховуючи двох синів і дочку.

## Головні герої
- Люсьєн Шардон, поет, журналіст
- Єва Шардон, дружина Давида
- Давид Сешар, винахідник
- Пані де Баржетон, покровителька Люсьєна
- Коралі, актриса, кохана Люсьєна
- Брати Куенте, типографи
- Папаша Сешар, батько Давида
- Пті-Кло, стряпчий
- Маріон, працівниця
- Серизе, складач друкарні

Співдружність де Бальзака
- Даніель д'Артез, письменник, лідер Співдружності
- Жан-Жак Бісіу, карикатурист
- Орас Бьяншон, доктор
- Жозеф Бріді, живописець
- Мішель Кретьєн, поет і політик
- Леон Жиро, філософ
- Луї Ламбер, геніальний вчений

Журналісти
- Рауль Натан, поет
- Мельхіор де Каналіс, поет
- Етьєн Лусто, редактор газети
- Еміль Блонде, письменник
- Андош Фіно, редактор газети

## Образи головних героїв
Головною темою «Втрачених ілюзій» є процес становлення двох ангулемских особистостей — молодого поета і письменника Люсьєна Шардона (по матері де Рюбампре) і Давида Сешара, друга Люсьєна і чоловіка сестри, власника друкарні, винахідника.
Своїх героїв Бальзак характеризує на перших сторінках роману. Він докладно описує зовнішність персонажів і влаштування їх натури.
Люсьєн де Рюбампре, як і належить аристократам, являє собою зразок ідеальної античної краси: стрункий, середнього зросту, він є володарем грецького лоба і носа, синіх, до чорноти, очей, довгих каштанових вій, коралових губ, білосніжних зубів, витончених рук і світлих хвилястого волосся.
Давид Сешар, навпаки, людина потужної статури: його груди — широка, його плечі — могутні, волосся — густі і чорні, а смагляве повне обличчя прикрашено широким носом і товстими губами. При цьому друкар по натурі — сумнівається у собі, меланхолік, в той час як Люсьєн — особистість зухвала, смілива, заповзятлива, наділена розумом, але … непостійна. При першому ж описі головного героя Бальзак вказує на його ваду — схильність «перебільшувати добре і применшувати погане».
Внутрішня слабкість молодого поета, його безпечність, нетерпіння, жага слави, прагнення до успіху, бажання помститися коханій, яка кинула його, пані де Баржетон природним чином приводить Люсьєна у світ журналістики. Над романом «Лучник Карла IX» герой серйозно працює рівно до тієї хвилини, як дізнається, що жити-то, виявляється, можна інакше. Люсьєн не хоче за прикладом Співдружності трудиться чесно, рік за роком удосконалюючи свій талант. Він вибирає більш простий і, як йому здається, легкий шлях просування в літературному світі.
Зачарований доводами знайомого журналіста Етьєна Лусто Люсьєн з головою кидається в роботу, основним принципом якої є завжди і у всьому допомагати колегам по перу: гуртом захищати друзів і нападати на ворогів. Працюючи на благо ліберальної преси, Люсьєн дізнається про те, як пишуться рецензії на видані книги (один і той же журналіст одночасно може написати розгромну, похвальну та об'єктивну статтю, викликавши тим самим полеміку і зробивши книзі хорошу рекламу), як працюють книговидавці (вони скуповують все, що здається їм вдалим, а гроші роблять на «постріл» творах), як книгарі ставляться до того, що продають (в книгах вони бачать не геніальні творіння майстрів словесності, а звичайний товар). Чим більше молодий журналіст знайомиться з навколишнім світом, тим краще розуміє, що талант в ньому майже нічого не означає: в журналістиці, в літературі, в театрі слави домагаються ті, у кого є гроші і можливість зробити собі рекламу.
Прозріння Люсьєна відносно сучасного йому світоустрою є поверхневим. Схильність до ідеалізації життя і непомірного марнославство не дають йому встати на один рівень з оточуючими його людьми. Люсьєну не вистачає ні душевної ницості, ні розумової спритності, щоб зрозуміти, що вищий світ і монархічна преса приваблюють його на свою сторону, щоб помститися за їдкі статті про пані де Баржетон і барона дю Шатле.
Повернення розореного, викинутого за межі літературного світу і вищого суспільства Люсьєна в Ангулем остаточно відкриває персонажу очі на свою натуру. У прощальному листі до сестри письменник-невдаха визначає себе як рівнуо нулю людину, яка може стати чимось лише при додаванні до нього «одиниці». Такою одиницею, на думку Люсьєна, могла б стати «сильна жінка, непохитної волі» — наприклад, назавжди упущена пані де Баржетон. Молодий поет міг би спертися на Єву і Давида, але вони, на його думку, занадто слабкі для того, до чого він прагне.
Давид і Єва Сешар — люди шляхетні й працьовиті. Давид, як і Люсьєн на початку свого «кар'єрного шляху», відрізняється великою мрійливістю. Одружившись, він відразу ж впадає в винахідництво, не думаючи про те, на що буде жити молода сім'я в очікуванні багатства. Вагітній Єві доводиться взяти кермо управління друкарнею в свої руки. Тільки любов і глибока повага до чоловіка не дає молодій жінці зневіритися. Душевний перелом в ній відбувається не раніше, ніж вона розчаровується в браті.
Місяць за місяцем борючись з можновладцями, дивлячись на ницість і порочність оточуючих її людей (слуг, друзів, рідних), Єва поступово приходить до думки про те, що шлях збагачення створений не для них з Давидом. Їхнє щастя в простих домашніх радощах. Таке існування ніколи не зробить їх мільйонерами, але й не відніме у них найціннішого — душевного спокою.
Молода сімейна пара, як і Люсьєн, втрачає ілюзії, але знаходить в собі сили жити у відповідності зі своїми внутрішніми переконаннями. На відміну від друзів юному поетові не вдається ні тільки життя, але і власна смерть: вирішивши покінчити життя самогубством, Люсьєн моментально піддається на вмовляння випадково зустрінутого і вирушає у нову життєву подорож з метою остаточного і тепер уже правильного підкорення світла. В дорозі він дізнається справжню ціну історії і моральності, головним мірилом якої служить не талант або внутрішнє благородство, а вміння домогтися свого без виявлення внутрішніх слабкостей і злочинів. Закон успіху, на думку Карлоса Еррери, це — таємниця, яка приховує людську ницість і відкриває всьому світу його показну велич, талант і все, що він хоче сам в собі виявити.

## Українські переклади
Роман «Втрачені ілюзії» перекладався українською мовою:
- 1986 — переклад Дмитра Паламарчука та Віктора Шовкуна. Київ: видавництво «Дніпро»[1]. Повний переклад трилогії (Les Deux Poètes, Un grand homme de province à Paris, Les Souffrances de l'inventeur).

- 2022 — перевидання перекладу Паламарчука і Шовкуна. Харків: видавництво «Фоліо» (серія «Бібліотека світової літератури»)[2].

Повний текст перекладу 1986 року доступний онлайн на порталі «Чтиво».

### Українською
- Бальзак, О. Втрачені ілюзії / пер. з фр. Дмитра Паламарчука і Віктора Шовкуна ; передмова і примітки Дмитра Наливайка ; худож. оформлення Івана Вишинського. — Київ: Дніпро, 1986. — 688 с.

- Бальзак, О. Втрачені ілюзії / пер. з фр. Дмитра Паламарчука і Віктора Шовкуна. — Харків: Фоліо, 2022. — 736 с. — (Бібліотека світової літератури). — ISBN 978-966-03-9765-4.

### Французькою
- Balzac, H. de. Illusions perdues. — Paris: Furne, 1843 (1re éd. complète en volume).

- Balzac, H. de. Illusions perdues. Éd. critique par Roland Chollet. — Paris: Gallimard, 1974. — (Bibliothèque de la Pléiade). — ISBN 978-2-07-010905-2.

- Balzac, H. de. Illusions perdues. Édition annotée par Anne-Marie Meininger. — Paris: Le Livre de Poche, 1999. — (Classiques de poche). — ISBN 978-2-253-05447-9.